# Catops westi
Catops westi är en skalbaggsart som beskrevs av Harry Krogerus 1931. Catops westi ingår i släktet Catops, och familjen mycelbaggar. Arten är reproducerande i Sverige.